# Mandray
Mandray ([mɑ̃dʁɛ]  en vosgien de la montagne [mɑ̃dʁɑː]) est une commune française située dans le département des Vosges, en région Grand Est.
Ses habitants sont appelés les Mandresayens.

## Géographie

### Situation
Mandray est un village de piémont, inclus dans les 201 communes réparties sur quatre départements : les Vosges, le Haut-Rhin, le Territoire de Belfort et la Haute-Saône, dans le parc naturel régional des Ballons des Vosges. 
Il se niche dans la vallée du Mandresey, petit affluent droit de la Meurthe, à 10 km au sud-est de Saint-Dié-des-Vosges.

### Géologie et relief
Par le col de Mandray, on accède à Fraize et à La Croix-aux-Mines. Malgré une indication de 707 m sur le panneau en bord de route, l'altitude de ce col est de 696 m. L'altitude maximum de la commune est atteinte entre le col de Mandray et le col des Journaux à 770 m.
| Entre-deux-Eaux | Entre-deux-Eaux | La Croix-aux-Mines |
| Entre-deux-Eaux | Mandray         | Fraize             |
| Saint-Léonard   | Saint-Léonard   | Fraize             |

#### Hameaux
L'habitat est dispersé, avec plusieurs hameaux : Haute-Mandray, Mi-Mandray, Basse-Mandray, Bénifosse, la Béhouille, la Nold, le Pré du Moulin, Mardichamp, le Raichant (signifiant jardin en patois), les Angles et enfin les Carrières.

### Sismicité
Commune située dans une zone 3 de sismicité modérée.

### Hydrographie et les eaux souterraines
Hydrogéologie et climatologie : Système d’information pour la gestion des eaux souterraines du bassin Rhin-Meuse :
Territoire communal : Occupation du sol (Corinne Land Cover); Cours d'eau (BD Carthage),
Géologie : Carte géologique; Coupes géologiques et techniques,
 Hydrogéologie : Masses d'eau souterraine; BD Lisa; Cartes piézométriques.
La commune est située dans le bassin versant du Rhin au sein du bassin Rhin-Meuse. Elle est drainée par le ruisseau de Mandray,.

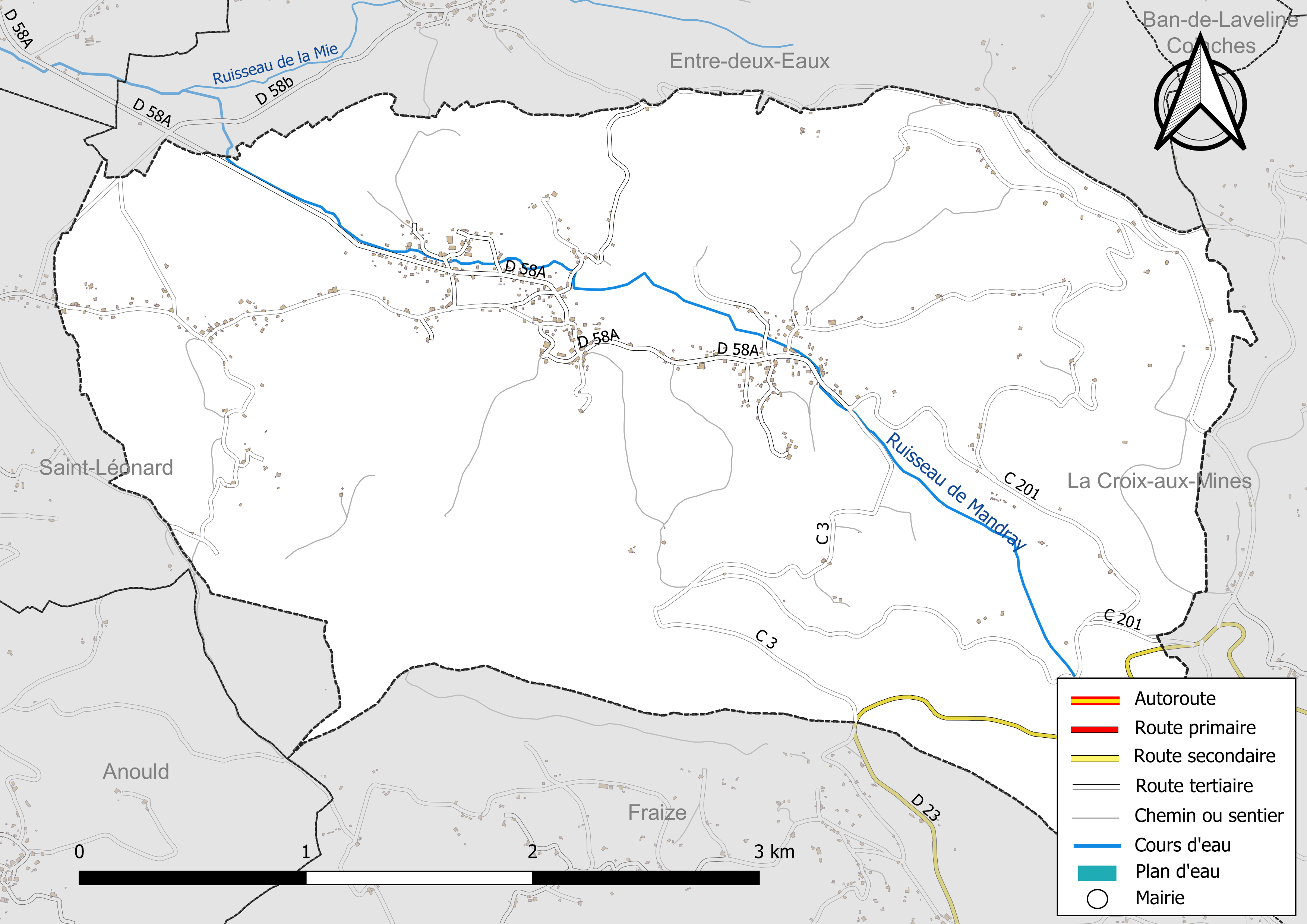
Réseaux hydrographique et routier de Mandray.

La qualité des eaux de baignade et des cours d’eau peut être consultée sur un site dédié géré par les agences de l’eau et l’Agence française pour la biodiversité.

### Climat
Pour des articles plus généraux, voir Climat du Grand Est et Climat des Vosges.
En 2010, le climat de la commune est de type climat de montagne, selon une étude du Centre national de la recherche scientifique s'appuyant sur une série de données couvrant la période 1971-2000. En 2020, Météo-France publie une typologie des climats de la France métropolitaine dans laquelle la commune est exposée à un climat semi-continental et est dans la région climatique  Vosges, caractérisée par une pluviométrie très élevée (1 500 à 2 000 mm/an) en toutes saisons et un hiver rude (moins de 1 °C). 
Pour la période 1971-2000, la température annuelle moyenne est de 9,2 °C, avec une amplitude thermique annuelle de 16,8 °C. Le cumul annuel moyen de précipitations est de 1 416 mm, avec 13,7 jours de précipitations en janvier et 11,1 jours en juillet. Pour la période 1991-2020, la température moyenne annuelle observée sur la station météorologique de Météo-France la plus proche, « Ban-de-Sapt », sur la commune de Ban-de-Sapt à 14 km à vol d'oiseau, est de 10,3 °C et le cumul annuel moyen de précipitations est de 1 027,3 mm. 
La température maximale relevée sur cette station est de 36,9 °C, atteinte le 7 août 2015 ; la température minimale est de −17 °C, atteinte le 19 décembre 2009,,. 
Les paramètres climatiques de la commune ont été estimés pour le milieu du siècle (2041-2070) selon différents scénarios d'émission de gaz à effet de serre à partir des nouvelles projections climatiques de référence DRIAS-2020. Ils sont consultables sur un site dédié publié par Météo-France en novembre 2022.

## Urbanisme

### Typologie
Au 1er janvier 2024, Mandray est catégorisée commune rurale à habitat dispersé, selon la nouvelle grille communale de densité à sept niveaux définie par l'Insee en 2022.
Elle appartient à l'unité urbaine de Saint-Dié-des-Vosges, une agglomération intra-départementale regroupant 16  communes, dont elle est une commune de la banlieue,,. Par ailleurs la commune fait partie de l'aire d'attraction de Saint-Dié-des-Vosges, dont elle est une commune de la couronne,. Cette aire, qui regroupe 47 communes, est catégorisée dans les aires de 50 000 à moins de 200 000 habitants,.

### Occupation des sols
L'occupation des sols de la commune, telle qu'elle ressort de la base de données européenne d’occupation biophysique des sols Corine Land Cover (CLC), est marquée par l'importance des forêts et milieux semi-naturels (58,6 % en 2018), une proportion identique à celle de 1990 (58,6 %). La répartition détaillée en 2018 est la suivante : 
forêts (58,6 %), prairies (36,1 %), zones agricoles hétérogènes (2,7 %), zones urbanisées (2,5 %). L'évolution de l’occupation des sols de la commune et de ses infrastructures peut être observée sur les différentes représentations cartographiques du territoire : la carte de Cassini (XVIIIe siècle), la carte d'état-major (1820-1866) et les cartes ou photos aériennes de l'IGN pour la période actuelle (1950 à aujourd'hui).

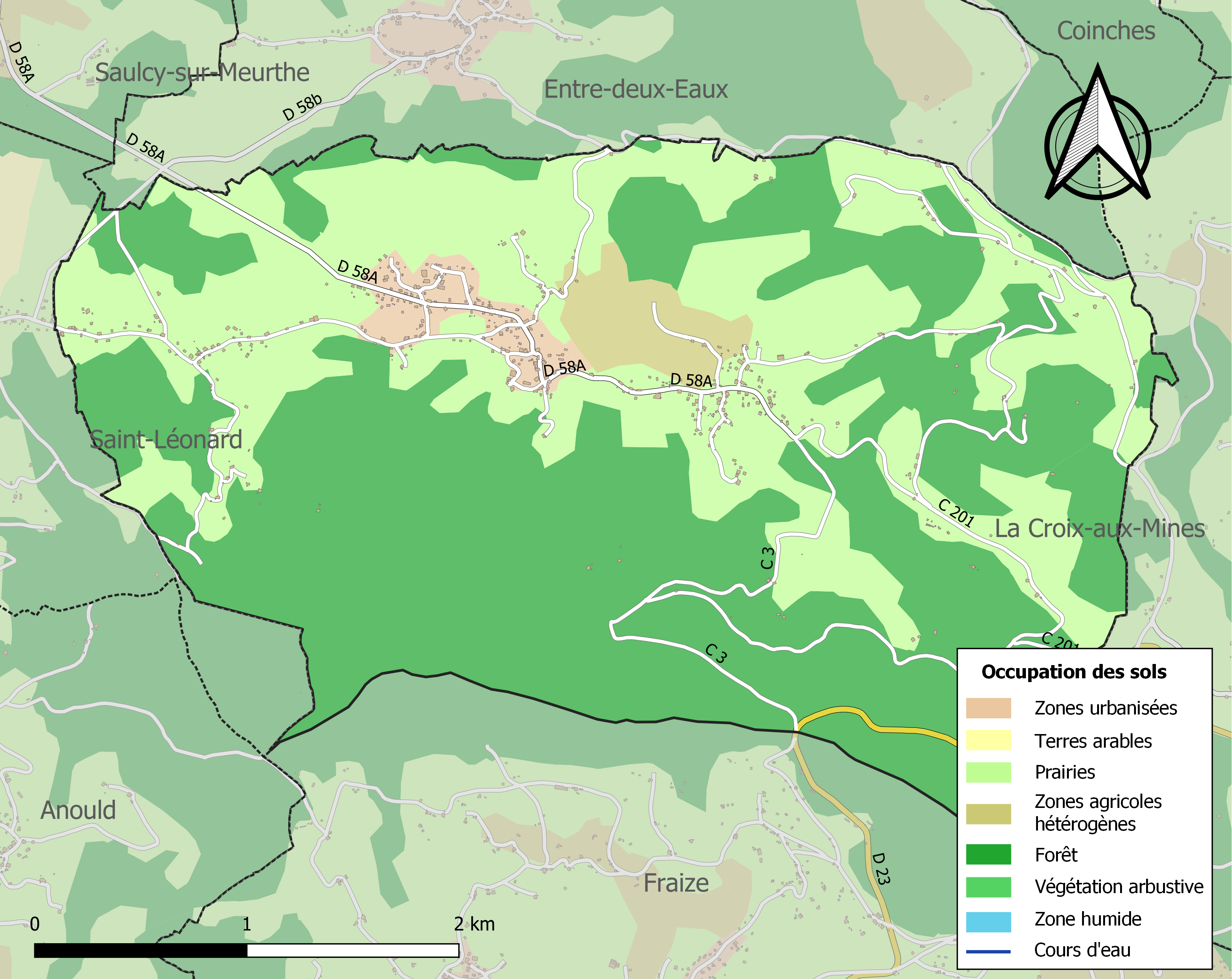
Carte des infrastructures et de l'occupation des sols de la commune en 2018 (CLC).

### Voies de communications et transports

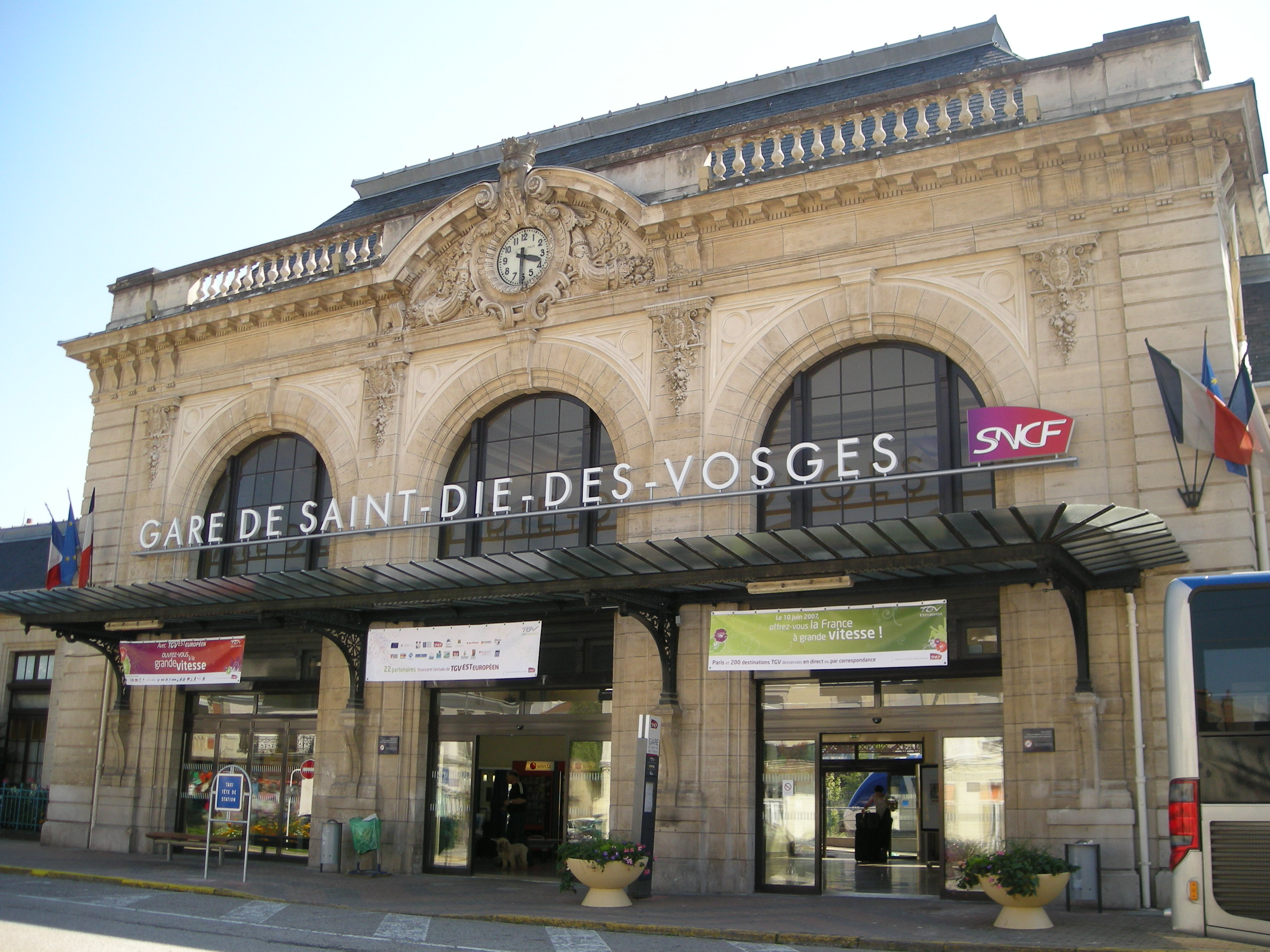
Gare de Saint-Dié-des-Vosges.

#### Transports en commun
- Fluo Grand Est.

#### Lignes SNCF
- Gare de Saint-Dié-des-Vosges.

## Toponymie
Le nom de la localité est attesté sous les formes De Mandritio (XIe siècle) ; Tecelinus de Manderais (1165) ; In villicatione de Mandrais (1188) ; Mandroiz (1349) ; Mandray (1367) ; In Mandrato, Mandroy, villam de Mandraito, Mandrois (XIVe siècle) ; Mandras (1656) ; Mandraye (1711) ; Mandra, Mandera (1768) ; Ou ban de Salcis, sur le rui de Mandrezei (1390) ; Mandrasel (1633) ; Ruisseau de Mandray (1860).

C'est à la fin du XVIe siècle que les trois villæ : ville Haute, ville à Mi et ville Dessous, prirent ce nom de Mandray, Mandray devint chef-lieu de la paroisse. L'historien dom Calmet, abbé de Senones, prétend que la primauté paroissiale a donné son nom à Mandray.« Dans la basse latinité, a-t-il écrit, on appela Mandra une église, un monastère, une demeure en général », du pluriel de l'oil mandre « parc à moutons, cabane des bergers, cellule d'ermite ». 

Le village de Mandray s'étire tout au long de la vallée des ruisseaux du Mandresey et du Bérinchamp, la toponymie s'est ainsi adaptée : de l'ouest vers l'est nous trouvons successivement la Basse-Mandray, la Mi-Mandray, la Haute-Mandray et en fond de vallée, la Béhouille et le Moyen-Grain, en passant par les Censes du Hagis de la Roche.

## Histoire
Le toponyme de Mandray (de Mandritio) remonte au moins au XIe siècle. Le ban ou mairie de Mandray comprenait les villages et hameaux de Mandray (divisé en Moyenne, Haute et Basse-Mandray), Bénifosse, Entre-Deux-Eaux, Remémont et partie de Fouchifol. Dans tout ce ban, sauf à Basse-Mandray où le seigneur de Saulcy avait dix hommages, le chapitre de Saint-Dié possédait la haute, moyenne et basse justice et droit de mainmorte.
Des combats se sont déroulés dès 1914 sur le territoire de la commune. En représailles, les Allemands ont incendié l'église le 28 août de cette même année, et fusillé des civils.
La commune a été décorée le 22 octobre 1921 de la Croix de guerre 1914-1918.

## Politique et administration

### Liste des maires
| Période                                  | Période                       | Identité                    | Étiquette | Qualité                                      |
| ---------------------------------------- | ----------------------------- | --------------------------- | --------- | -------------------------------------------- |
| Les données manquantes sont à compléter. |                               |                             |           |                                              |
| mars 1983                                | mars 1989                     | Maurice Vincent             |           | Retraité                                     |
| mars 1989                                | mars 2001                     | Jean-Marie Simon            |           | Artisan menuisier                            |
| mars 2001                                | mars 2007                     | Étienne Vincent (1954-2007) |           | Employé de la SNCF Décédé au cours du mandat |
| avril 2007                               | En cours (au 18 février 2015) | Emmanuel Laurent (°1967)    | DVD       | Directeur d'école                            |

### Budget et fiscalité 2022

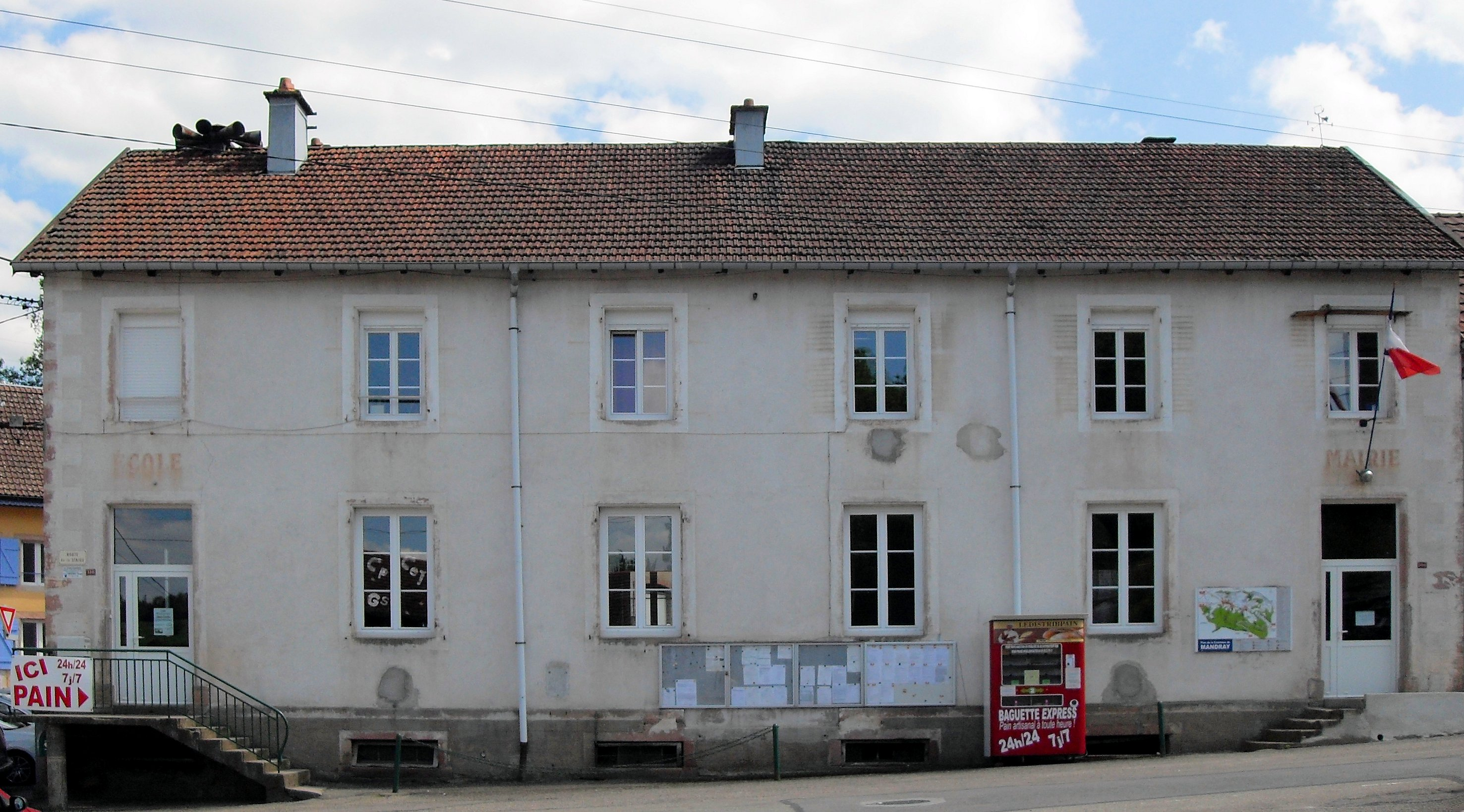
La mairie-école.

En 2022, le budget de la commune était constitué ainsi :
- total des produits de fonctionnement : 456 000 €, soit 769 € par habitant ;
- total des charges de fonctionnement : 438 000 €, soit 738 € par habitant ;
- total des ressources d'investissement : 36 000 €, soit 60 € par habitant ;
- total des emplois d'investissement : 97 000 €, soit 163 € par habitant ;
- endettement : 171 000 €, soit 288 € par habitant.

Avec les taux de fiscalité suivants :
- taxe d'habitation : 21,92 % ;
- taxe foncière sur les propriétés bâties : 41,27 % ;
- taxe foncière sur les propriétés non bâties : 21,74 % ;
- taxe additionnelle à la taxe foncière sur les propriétés non bâties : 0,00 % ;
- cotisation foncière des entreprises : 0,00 %.

Chiffres clés Revenus et pauvreté des ménages en 2021 : médiane en 2021 du revenu disponible, par unité de consommation : 21 950 €. 

## Population et société

### Démographie

#### Évolution démographique
L'évolution du nombre d'habitants est connue à travers les recensements de la population effectués dans la commune depuis 1793. Pour les communes de moins de 10 000 habitants, une enquête de recensement portant sur toute la population est réalisée tous les cinq ans, les populations de référence des années intermédiaires étant quant à elles estimées par interpolation ou extrapolation. Pour la commune, le premier recensement exhaustif entrant dans le cadre du nouveau dispositif a été réalisé en 2004.

En 2022, la commune comptait 590 habitants, en évolution de −0,51 % par rapport à 2016 (Vosges : −2,96 %, France hors Mayotte : +2,11 %).
| 1793 | 1800 | 1806 | 1821  | 1831  | 1836  | 1841  | 1846  | 1856  |
| ---- | ---- | ---- | ----- | ----- | ----- | ----- | ----- | ----- |
| 781  | 685  | 953  | 1 140 | 1 272 | 1 378 | 1 410 | 1 460 | 1 326 |

| 1861  | 1866  | 1876  | 1881  | 1886  | 1891  | 1896  | 1901  | 1906  |
| ----- | ----- | ----- | ----- | ----- | ----- | ----- | ----- | ----- |
| 1 323 | 1 360 | 1 458 | 1 378 | 1 343 | 1 323 | 1 221 | 1 155 | 1 096 |

| 1911  | 1921 | 1926 | 1931 | 1936 | 1946 | 1954 | 1962 | 1968 |
| ----- | ---- | ---- | ---- | ---- | ---- | ---- | ---- | ---- |
| 1 061 | 848  | 841  | 760  | 702  | 697  | 577  | 501  | 429  |

| 1975 | 1982 | 1990 | 1999 | 2004 | 2006 | 2009 | 2014 | 2019 |
| ---- | ---- | ---- | ---- | ---- | ---- | ---- | ---- | ---- |
| 411  | 523  | 596  | 619  | 609  | 602  | 627  | 595  | 581  |

| 2022 | - | - | - | - | - | - | - | - |
| ---- | - | - | - | - | - | - | - | - |
| 590  | - | - | - | - | - | - | - | - |

### Enseignement
Établissements d'enseignements :
- Écoles maternelles et primaires à Mandray, Fraize, Saint-Léonard, Saulcy-sur-Meurthe, Anould, Coinches.
- Collèges à Fraize, Saint-Dié-des-Vosges.
- Lycées à Saint-Dié-des-Vosges.

### Santé
Professionnels et établissements de santé :
- Médecins à Saulcy-sur-Meurthe, Fraize, Anould, Plainfaing, Ban-de-Laveline.
- Pharmacies à Saulcy-sur-Meurthe, Fraize, Anould, Plainfaing, Ban-de-Laveline.
- Hôpitaux à Fraize, Gerbépal, Le Bonhomme, Sainte-Marie-aux-Mines.

### Cultes
- Culte catholique, Paroisse Notre-Dame-du-Val-de-Meurthe[33], Diocèse de Saint-Dié.

## Économie

### Entreprises et commerces

#### Agriculture
- Culture de céréales, de légumineuses et de graines oléagineuses.
- Élevage de vaches laitières.
- Élevage d'autres bovins et de buffles.
- Élevage de chevaux et d'autres équidés.

#### Tourisme
- Hébergements et restauration à Fraize, Plainfaing, Saulcy-sur-Meurthe.

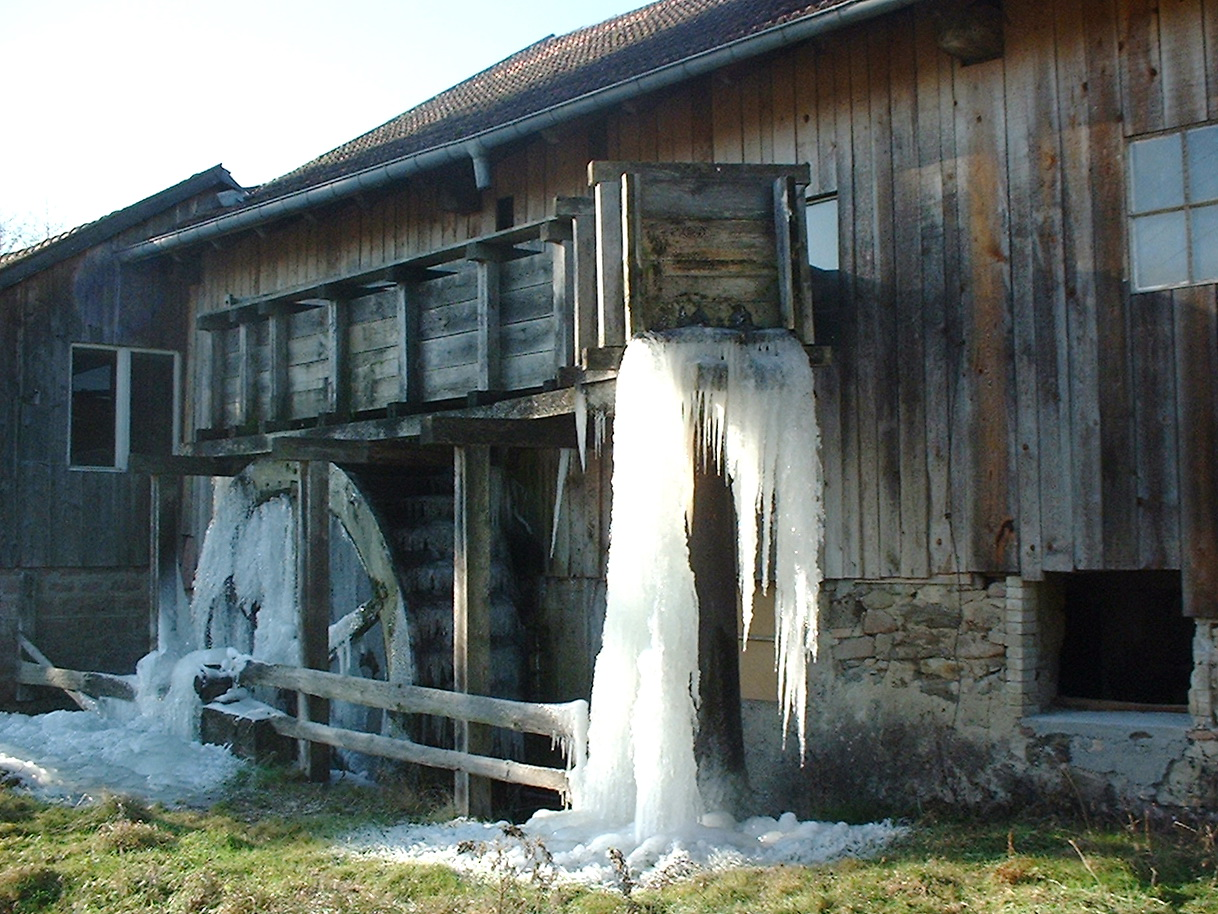
Haut-fer : roue dans la glace en 2001.

#### Commerces et services
- Commerces et services de proximité à Fraize, Saulcy-sur-Meurthe, Plainfaing.
- Haut-fer : scierie.

## Culture locale et patrimoine

### Lieux et monuments

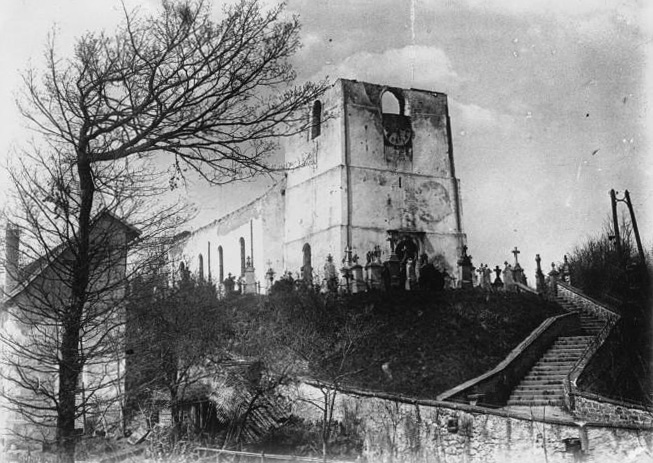
L'église décapitée (phot. 1915).
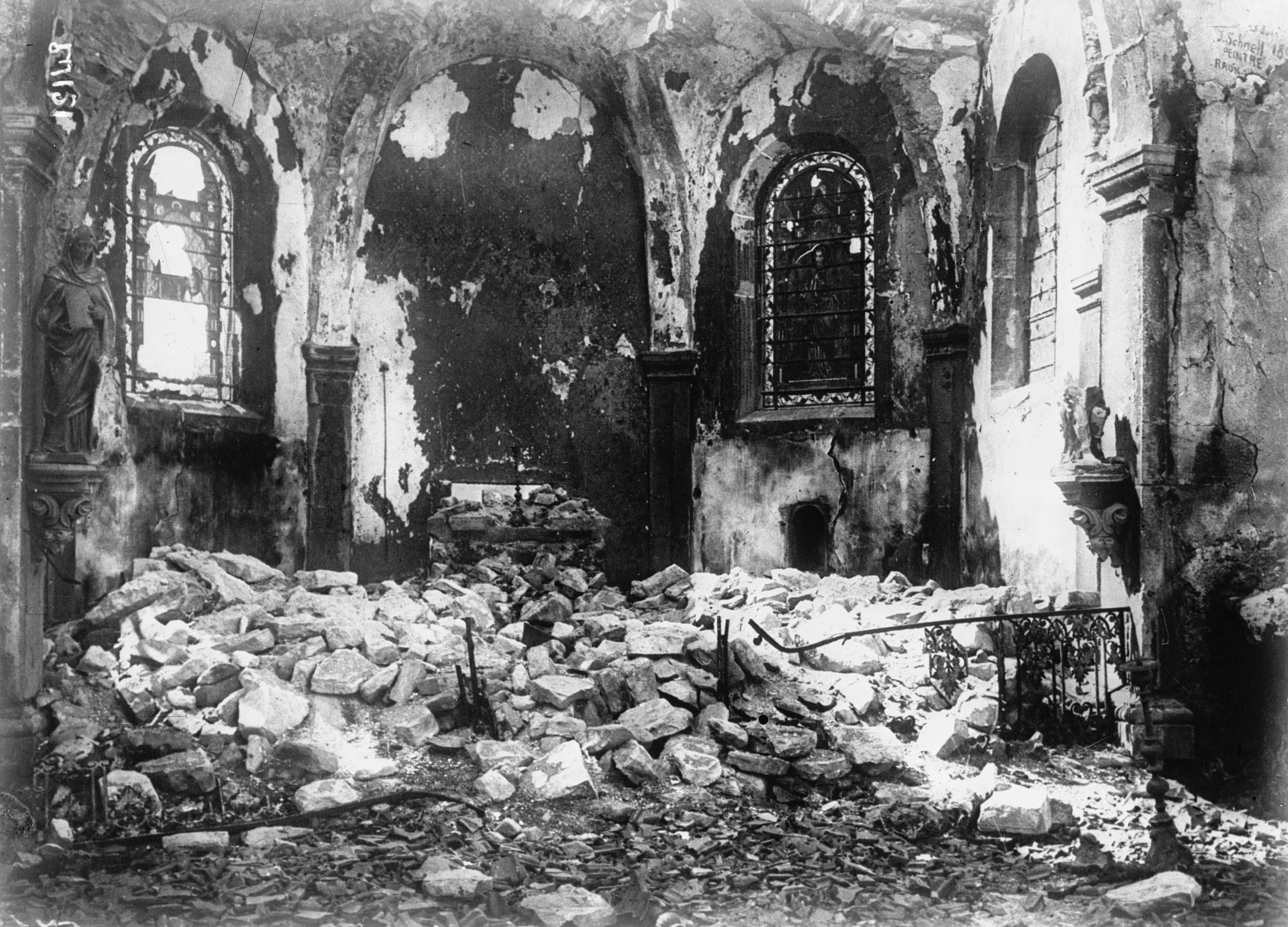
L'intérieur de l'église (phot. 1915).
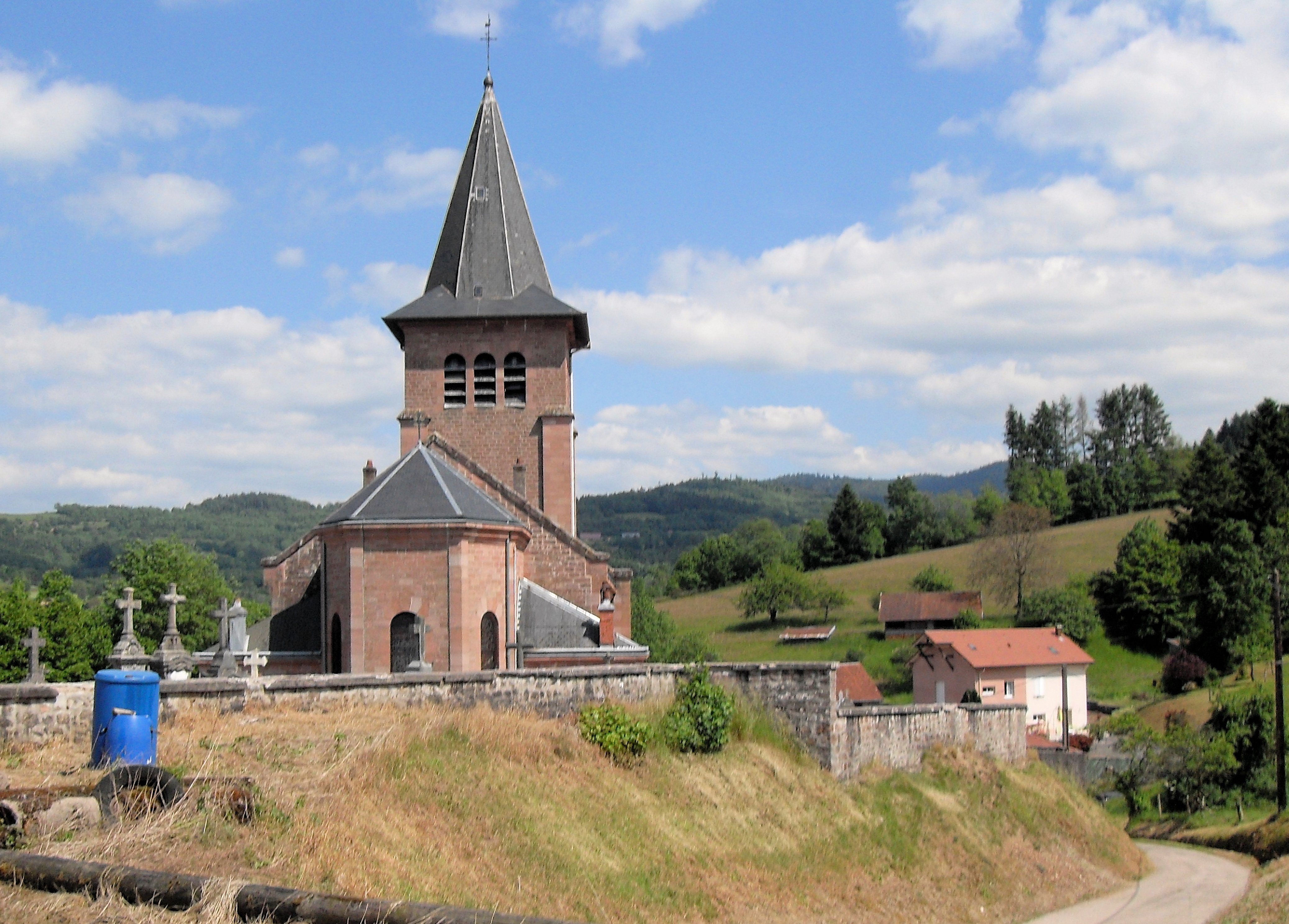
L'église Saint-Jacques.
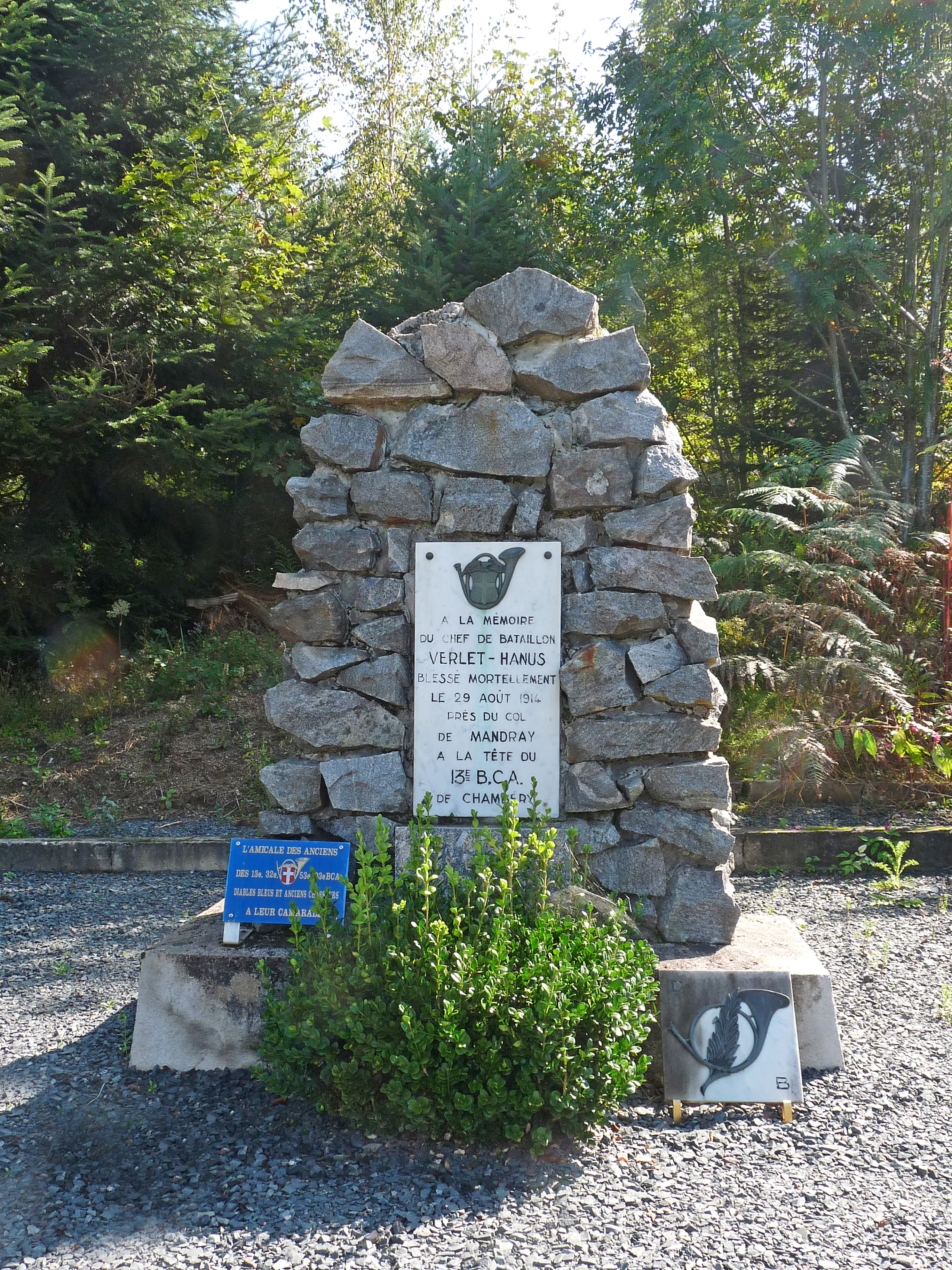
Stèle en mémoire des combats.

Patrimoine religieux :
- L'église reconstruite après la Première Guerre mondiale.
- Monuments commémoratifs. Conflits commémorés : Guerres 1914-1918 et 1939-1945[34],[35],[36].

Autres patrimoines et sites :
- Ancienne carrière de calcaire dolomitique.
- Fermes traditionnelles ornées de grès rose.
- Moulin à farine puis scierie communale hydraulique à cadre et son haut-fer, avec logement[37],[38],[39],[40],[41].
- Les sculptures, sur arbres détruits par la tempête de 1999, au col de Mandray.

### Personnalités liées à la commune
- Marie Jeanne Delille, née Vaudechamp[42],[43].

## Pour approfondir